# قصب الرمال
قصب الرمال أو عشبة الرمال أو أليفة الرمال أو حشيشة الرمال (باللاتينية: Ammophila) جنس نباتي يتبع الفصيلة النجيلية. يضم خمسة أنواع مقبولة. جميع أنواعه جذمورية الجذور المدادة. سوقها تصبية منتصبة. أزراقها عصفية الشكل. ازهرارها عنقودي هامي. تنبت في الأتربة الرملية وقد يحسن غرسها في كثبان الرمال لأنها تثبتها.

## من أنواعه
- قصب الرمال الرملي (باللاتينية: Ammophila arenaria)
- قصب الرمال قصير اللسين (باللاتينية: Ammophila breviligulata)